# 2-氯甲基咪唑并［1,2-a］吡啶
2-氯甲基咪唑并[1,2-a]吡啶是一种有机化合物，化学式为C8H7ClN2，它是一种药物中间体。它可由2-氨基吡啶和1,3-二氯丙酮反应得到，或通过咪唑并[1,2-a]吡啶-2-甲醇和氯化亚砜反应制得。它和1H-异吲哚-1,3(2H)-二酮钾反应，可以得到2-(咪唑并[1,2-a]吡啶-2-基甲基)-1H-异吲哚-1,3(2H)-二酮。它和N-碘代丁二酰亚胺（NIS）反应，可以得到2-氯甲基-3-碘咪唑并[1,2-a]吡啶。